# Брехня (фільм)
«Брехня» (англ. L.I.E. (Long Island Expressway), інші назви «Шосе на Лонг-Айленд», «Лонг-Айлендська магістраль») — американський незалежний фільм 2001 року випуску. У фільмі розповідається про взаємини між п'ятнадцятирічним Хауі, і педофілом на прізвисько «Великий Джон». Назва фільму є акронімом для Шосе Лонг-Айленда.

## Сюжет
Хоуі Блітцер (Пол Дано) - п'ятнадцятирічний підліток, який сам по собі. Нещодавно в автокатастрофі на  шосе Лонг-Айленда загинула його мати. Марті, батько Хоуі (Брюс Олтмен) більше зайнятий прокручуванням шахрайських схем у будівельному бізнесі, ніж спілкуванням з сином. Незабаром після смерті матері Хоуі, він приводить додому молоду коханку і відносини між ним і сином стають ще гірше. Найкращим і єдиним другом Хоуі є Гері Террі (Біллі Кей), неповнолітній злочинець і хастлєр. У Гері є тяга до Хоуі, однак Хоуі не впевнений у своїй орієнтації. У них є пара приятелів їх ж віку. Один з них, Кевін (Джеймс Коста), має інцестний зв'язок зі своєю сестрою. Хоуі і Гері регулярно прогулюють школу, займаються байдикуванням, а також періодично обкрадають будинки в своєму районі.
В один вечір вони забираються в будинок поважаного ветерана війни у В'єтнамі Великого Джона Харрігана (Браян Кокс), під час святкування його дня народження. Гері чудово орієнтується в будинку; як з'ясовується пізніше, Великий Джон - один з його постійних клієнтів. Великий Джон виявляє їх, і в гонитві відриває задню кишеню на штанах Хоуі. Однак їм вдається втекти, прихопивши пару пістолетів, привезених Великим Джоном з війни.
Наступного дня Гері і Хоуі бавляться з пістолетами і Хоуі дізнається, що Гері має намір продати свій пістолет і на виручені гроші виїхати до Каліфорнії.
Джон знаходить Гері і змушує його назвати ім'я спільника. Він знайомиться з Хоуі в невеликому ресторанчику, прикинувшись знайомим його матері. Джон пропонує Хоуі підвезти його додому і Хоуі, під враженням від машини Джона, погоджується. У машині Джон показує Хоуі відірвану кишеню і вимагає повернути пістолети. Хоуі вирушає до кімнати Гері, але там він виявляє лише один пістолет. Отримавши зброю назад, Джон вимагає 1000 доларів, як компенсацію за другий пістолет. Хоуі пропонує відпрацювати необхідну суму. Джон натякає Хоуі якого роду відпрацювання його б влаштувала. Хоуі, у відповідь, швидко залишає будинок. Разом з Джоном в будинку проживає його дев'ятнадцятирічний коханець Скотт. Скотт запитує Джона: «Тобі самому-то за себе не соромно»? «Соромно, мені завжди соромно», - відповідає Джон. Гері, тим часом викрадає гроші у батька Хоуі і їде в Лос-Анджелес. Від'їзд Гері, двоїсті уявні образи, заплутані стосунки з Джоном викликають ще більший безлад в думках Хоуі про свою власну сексуальну ідентифікацію.

## У ролях
| Актор             | Роль                  |
| ----------------- | --------------------- |
| Брайан Кокс       | Великий Джон Харріган |
| Пол Франклин Дано | Хоуі Блітцер          |
| Біллі Кей         | Гері Терріо           |
| Брюс Олтмен       | Марті, батько Хоуі    |
| Волтер Мастерсон  | Скот                  |
| Джеймс Коста      | Кевін Коул            |
| Адам Лефевр       | Еліот                 |
| Тоні Донелі       | Брайан                |
| Б. Констанс Беррі | Енн Харріган          |
| Глэдис Дано       | Сильвія Блітцер       |

## Нагороди й номінації[2]
Фільм загалом отримав 22 премій та 16 номінацій, зокрема:

### Нагороди

#### ЛГБТ-кінофестиваль в Барселоні (FICGLB)
- 2002 — Приз Журі в номінації «Найкращий художній фільм»

#### Премія«Незалежний дух»
- 2002 — Пол Дано в номінації «Найкращий дебют».

## Цікавинки
- В машині Хоуі читає вірш Волта Вітмена «З Колиски, Вічно колисати» [3]
- Брайан Кокс зіграв роль Великого Джона всупереч порадам більшості своїх колег і свого агента.